# Johann Christian Wirth
Johann Christian Wirth (* 21. Juli 1756 in Hof (Saale); † 8. Oktober 1838 in Oberröslau) war evangelischer Pfarrer und ist vor allem als Gastgeber des Freiherrn Ludwig Adolf Wilhelm von Lützow bekannt.

## Leben
Der fränkische Theologe Wirth wurde 1793 Pfarrer im sächsischen Eichigt im Vogtland. Etliche Jahre später, 1813, hielten die Schwarzen Jäger des Freiherrn Ludwig Adolf Wilhelm von Lützow während des Kampfs gegen Napoleon I. ein Biwak in Eichigt, weil sie Hof überfallen wollten, um die Hofer für den Kampf gegen Napoleon zu gewinnen. Das Lager soll sich auf einer Wiese neben der Kirche befunden haben. Während der Schriftsteller Theodor Körner im Lager nächtigen musste, fand Lützow im Wirth'schen Pfarrhaus eine Unterkunft.

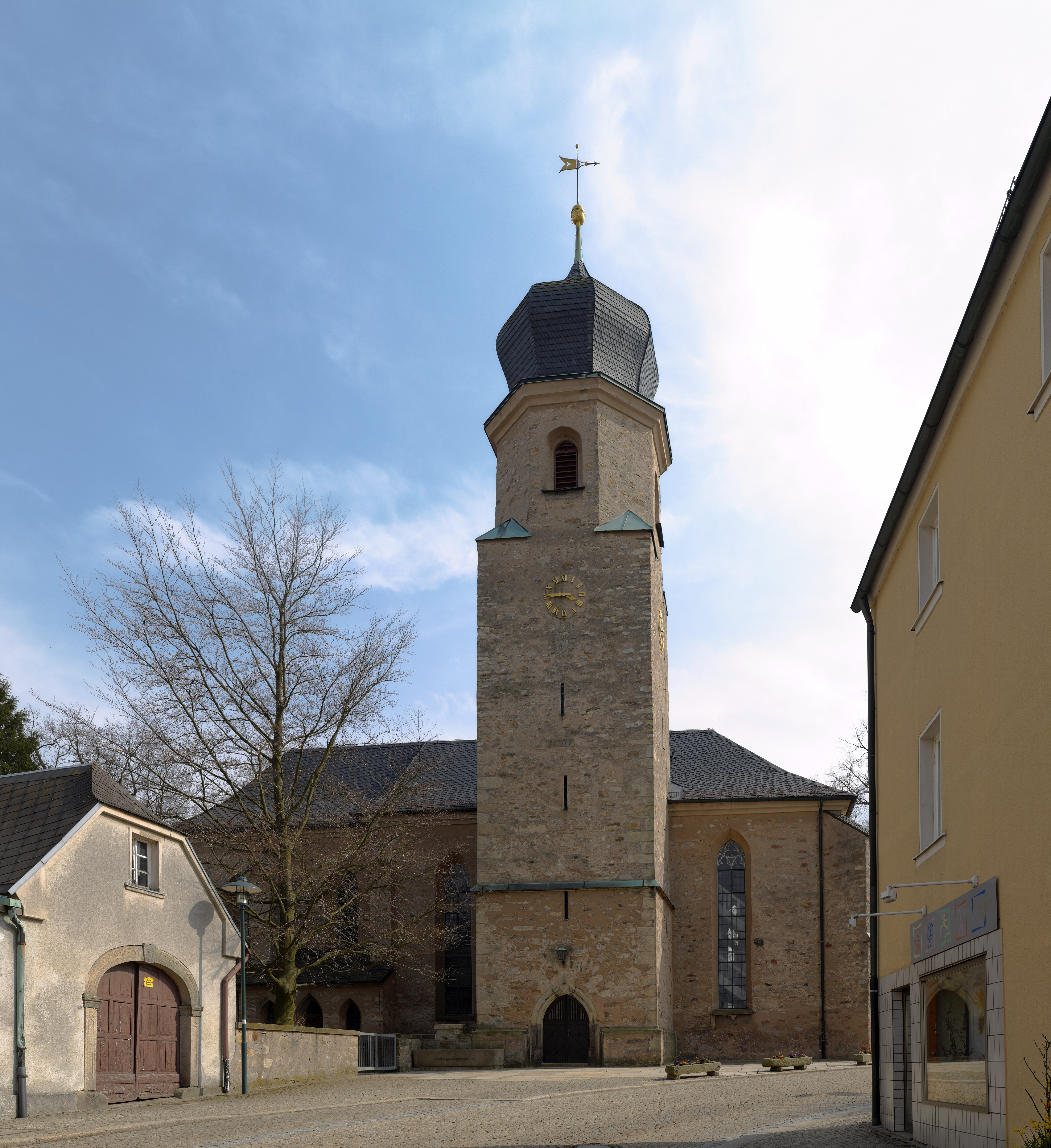
Die Rehauer Pfarrkirche: Hier wirkte Wirth 1814–1818.

1814 trat Wirth eine neue Pfarrstelle im oberfränkischen Rehau an. Nach H. Höllerich (Kirche und Pfarrei Rehau, 1970) interessierte sich Wirth in seiner Rehauer Zeit für Bildung, Gesundheitsaufklärung, Alchemie und Magie und bekämpfte pietistisch-erweckliche Strömungen in der Gemeinde.
Bei Wirths Dienstantritt waren die Schäden des Stadtbrandes von 1763 so gut wie behoben. Die Jahre 1814 und 1815 standen unter dem Einfluss der Befreiungskriege, da französische, österreichische, sächsische, preußische und russische Truppen durch Rehau marschierten und zum Teil einquartiert werden mussten. In Wirths Amtszeit fällt der verheerende Stadtbrand vom 6. September 1817. Wirth wurde Zeuge, wie Pfarrhaus und Pfarrkirche niederbrannten. Seine Versuche, das Haus durch Vorkehrungen brandsicher zu machen, hatten versagt. Zudem gelang es ihm nicht, alle wichtigen Dinge aus dem brennenden Pfarrhaus zu retten. So sind zahlreiche unersetzliche Kirchenbücher für immer verloren gegangen.
Ein halbes Jahr nach dem Brand, im Frühjahr 1818, verließ Wirth die Gemeinde und wechselte nach Oberröslau, wo er bis zu seinem Tode blieb.